# Visions of Gandhi
Albums de Jedi Mind Tricks
Violent by Design
(2000) Legacy of Blood
(2004)
Singles
1. Animal Rap
Sortie : 2002
2. Kublai Khan
Sortie : 2002
3. Rise of the Machines
Sortie : 2003

Visions of Gandhi est le troisième album studio des Jedi Mind Tricks, sorti le 26 août 2003.
Le MC Jus Allah a quitté le groupe après la sortie de l'album précédent, Violent by Design. L'opus comprend des featurings de grands noms du rap tels que Canibus, Kool G Rap, Percee P, Ras Kass et Tragedy Khadafi, ainsi que des membres d'OuterSpace et de Non Phixion.
L'album s'est classé 11e au Top Independent Albums, 19e au Top Heatseekers et 61e au Top R&B/Hip-Hop Albums.

## Liste des titres
| No  | Titre                                                           | Contient un (des) sample(s) de | Durée |
| --- | --------------------------------------------------------------- | --- | ----- |
| 1.  | Intro                                                           | | 1:06  |
| 2.  | Tibetan Black Magicians (featuring Canibus)                     | Be Out de Mr. Lif | 4:50  |
| 3.  | Blood in Blood Out                                              | Nash Sosed d'Edita Piekha Ke Si Tha Figis de Tolis Voskopoulos Ego Trippin' des Ultramagnetic MCs Lyrics of Fury d'Eric B. and Rakim I Don't Care d'Audio Two Flava in Ya Ear de Craig Mack | 4:06  |
| 4.  | The Rage of Angels (featuring Crypt the Warchild)               | Nothing Else d'Archive | 3:22  |
| 5.  | Demonwomb (Interlude)                                           | Judo de François de Roubaix | 0:37  |
| 6.  | Animal Rap (featuring Kool G Rap)                               | Rhymes I Express de Kool G Rap et DJ Polo Coma de Dave Grusin | 3:39  |
| 7.  | Nada Cambia                                                     | | 4:58  |
| 8.  | A Storm of Swords (featuring Planetary)                         | La Cumparsita des 101 Strings (en) | 4:00  |
| 9.  | Boondock Saints (Interlude)                                     | The Escape de Burgess Meredith | 0:37  |
| 10. | The Wolf (featuring Ill Bill et Sabac Red)                      | Byzantine Power Game de Kärtsy Hatakka | 3:45  |
| 11. | Walk with Me (featuring Percee P)                               | Blood Runs Cold de Jedi Mind Tricks featuring Sean Price | 3:26  |
| 12. | Rise of the Machines (featuring Ras Kass)                       | In the Ghetto d'Eric B. and Rakim MC's Act Like They Don't Know de KRS-One You Know My Steez de Gang Starr Full Scale de Showbiz & A.G. featuring O.C.                                      | 2:50  |
| 13. | Pity of War (Interlude)                                         | Preface de Richard Burton La Llorona de Los Dementes | 1:14  |
| 14. | Kublai Khan (featuring Tragedy Khadafi et Goretex)              | Live at the Barbeque de Main Source featuring Nas, Joe Fatal et Akinyele | 3:37  |
| 15. | What's Really Good (featuring Rocky Raez)                       | | 3:22  |
| 16. | The Heart of Darkness (Interlude)                               | | 0:52  |
| 17. | Raw Is War 2003                                                 | Tu Voz de Javier Solís A Mind Is a Terrible Thing to Waste de MC Shan | 3:10  |
| 18. | I Against I (Remix) (featuring Crypt the Warchild et Planetary) | | 3:50  |
| 19. | Animal Rap (Micky Ward Mix) (featuring Kool G Rap)              | Dear Love de Tragic Sense | 3:55  |
| 20. | The Army (featuring Esoteric et King Syze)                      | | 4:03  |